# Podocarpus ramosii
Podocarpus ramosii là một loài thực vật hạt trần trong họ Thông tre. Loài này được R.R.Mill mô tả khoa học đầu tiên năm 2006.